# 依托雷司

依托雷司合成

依托雷司是一种含氮有机化合物，化学式C
12H
18ClNO，能由对氯苯丁胺与2-氯乙醇合成，从未上市销售。